# 호세 호아킨 트레호스 페르난데스
호세 호아킨 트레호스 페르난데스(스페인어: José Joaquín Trejos Fernández, 1916년 4월 18일 ~ 2010년 2월 10일)는 코스타리카의 정치인이다. 1966년부터 1970년까지 대통령으로 재직했으며, 본명은 호세 호아킨 안토니오 트레호스 페르난데스(스페인어: José Joaquín Antonio Trejos Fernández)이다. 그의 부모는 후안 트레호스 키로스와 에밀리아 페르난데스 아길라르이다. 코스타리카 대학교에서 수학과 경제학 학위를 땄으며, 마리오 에찬디 정부 하에서 UN의 코스타리카 대표로 임명되었다. 1966년 대통령 선거에 출마하여 다니엘 오두베르 키로스를 물리치고 당선되었다. 2010년에 향년 93세로 타계했다.

## 대통령 당선
정치 경력이 없었음에도, 그는 통일국민당의 일원으로 1966년 대선에 출마, 당선되었다. 그는 4000표를 얻은 다니엘 오두베르 키로스를 가까스로 물리치고 당선되었다. 이후 26명의 국회의원을 선출하였으며, 야당은 의회의 29석을 차지하였다. 대통령으로 재임하는 동안, 그는 대출에 관한 법을 제정하였으며, 재임 기간 국가채무가 사실상 사라졌다.